# نووه (استان اشوی‌داشکسیه)
نووه (به لهستانی: Nowe) یک منطقهٔ مسکونی در لهستان است که در گمینا اوژاروو واقع شده‌است. نووه ۱۸۰ نفر جمعیت دارد.